# Mostafa Benkerroum
Mostafa Benkerroum né en 1974 à Borgerhout en Belgique, est un acteur et réalisateur belgo-marocain.

## Biographie
Mostafa Benkerroum naît et grandit à Borgerhout dans la région d'Anvers au sein d'une famille marocaine.

## Filmographie

### Cinéma
- 2002 : Kassablanka : Mohamed Abdelouafi
- 2006 : De hel van Tanger : Meester Babazia
- 2012 : Mixed Kebab : Ismael
- 2014 : Supercondriaque : Tcherkistanais chez Dimitri
- 2016 : Diamant noir : Caissier supérette
- 2017 : Broeders : djihadiste belge
- 2019 : De belofte van Pisa : Imam
- 2020 : The Shift : Youssef
- 2021 : Alias Wolf : Mustapha

### Courts métrages
- 2007 : 0110 Verdraagzaamheid : Allochtone

### Réalisation
- 2021 : Alias Wolf (production)

## Télévision

### Séries
- 2013 : Zone stad : Youssef
- 2014 : Familie : Gijzelnemer
- 2015 : De Bunker : Omar Jahani
- 2017 : Professor T. : Saïd El Amrani
- 2017 : Thuis : Omar Jalal
- 2018 : The Team : Mr. Al Jwayed
- 2018 : Mocro Maffia : Cousin d'Anvers
  - Saison 1, épisode Vijanden
  - Saison 1, épisode Jaloezie
- 2019 : Morten : Leider Cel
- 2020 : Hoogvliegers : Rebel
- 2020 : Hoodie : Nabil Benali
- 2020 : GR5 : Mohammed
- 2020 : Cellule de crise : Najjar

### Web séries
- 2018 : Fenix : Vendeur